# Служител
Служител или работник е лице, което полага наемен труд.
В западните държави служителите, които не полагат физически труд, на жаргон се наричат „бели якички“ (на английски: white collars), а тези, които извършват физическа работа – „сини якички“ (на английски: blue collars).

## Права
Според Кодекса на труда на Република България, работникът има право на:
- възнаграждение (заплата) за положения труд;
- 8-часов работен ден с една почивка от най-малко 30 минути и две по 15 минути (почивките не влизат в 8-те часа за труд);
- 40-часова работна седмица и платен годишен отпуск;
- здравословни и безопасни условия на труд;
- работно облекло и предпазни средства (когато го изисква характера на работата);
- пенсия за трудов стаж и възраст;
- обезщетение при професионално заболяване, инвалидност, безработица
- и други.

Според Кодекса на труда на Република България, работникът е длъжен:
- да спазва работното време;
- да изпълнява законните разпореждания на работодателя;
- да не разпилява ресурсите на предприятието;
- да се грижи за повереното му имущество с грижата на добър стопанин;
- да не уронва престижа и доброто име на предприятието
- и други.

## Държавен служител
Държавният служител е лице, което по силата на административен акт за назначаване заема платена щатна длъжност в държавната администрация и подпомага орган на държавната власт при осъществяване на неговите правомощия. Държавни служители са и лицата, на които специален закон предоставя статут на държавен служител при спазване изискванията на закона за държавния служител.